# Nadja West

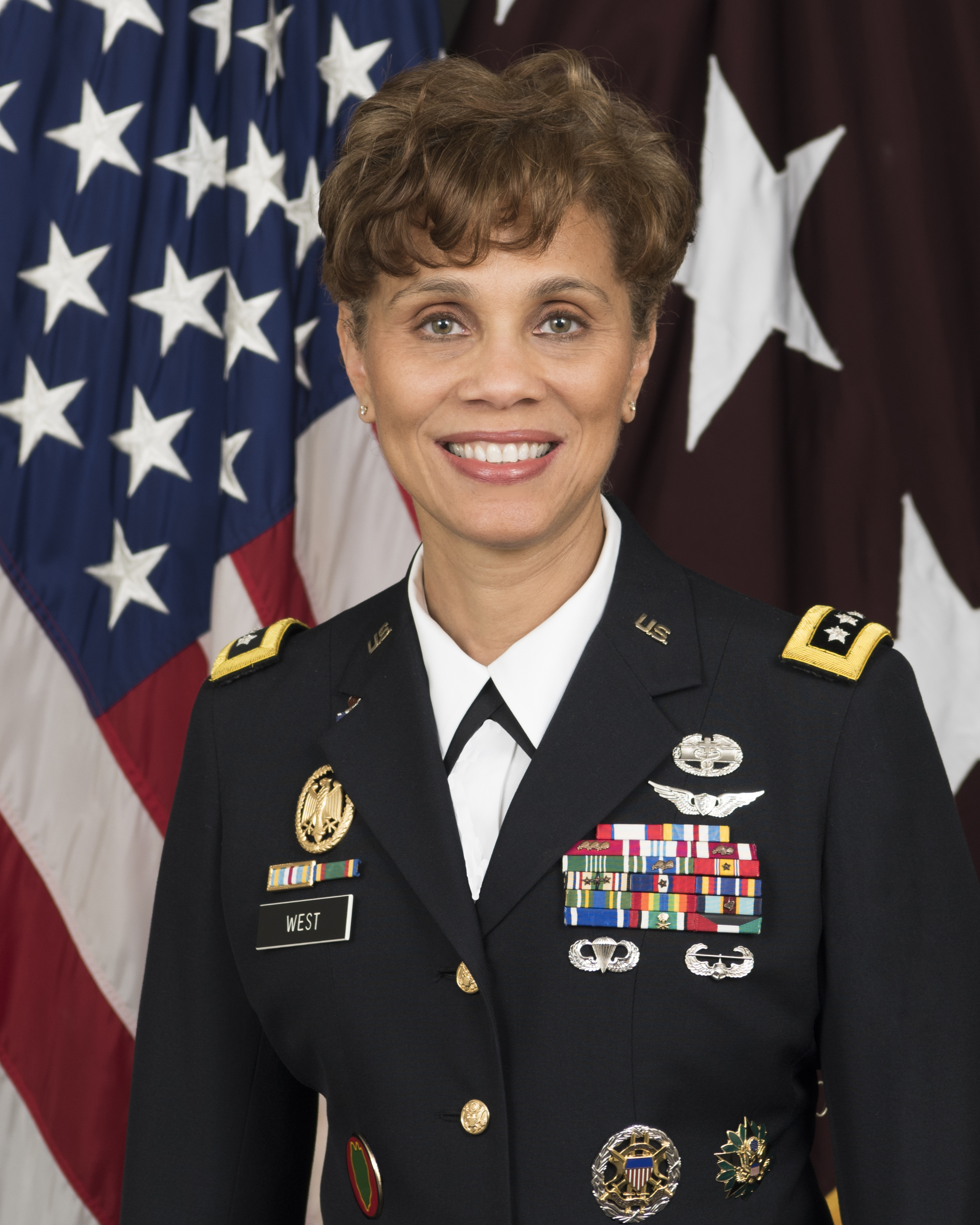
Nadja West (2018)

Nadja Yudith West (* 20. März 1961 in Washington, D.C.) ist eine ehemalige US-amerikanische Offizierin im Range eines Lieutenant Generals. Sie war vom 11. Dezember 2015 bis August 2019 Surgeon General of the United States Army. Sie war die erste schwarze Person, die Surgeon General wurde, und auch die erste schwarze Frau, die den Rang Generalleutnant erreichte.

## Werdegang
West war ein Mischlingskind und wurde mit 9 Monaten von Mabel Grammer aus District of Columbia adoptiert. Sie war das jüngste von 12 adoptierten Kindern der Familie Grammer und wuchs in Washington D.C. auf. Den Abschluss der High School machte sie in Maryland und studierte anschließend Ingenieurwissenschaften an der United States Military Academy. 1988 beendete West ein Doktoratsstudium der Medizin an der George Washington University. Danach wurde sie als Militärärztin aktiv und nahm am Zweiten Golfkrieg teil.
Sie hatte in ihrer Dienstzeit das Kommando über das United States Army Medical Command, das Europe Regional Medical Command, das Womack Army Medical Center und das McDonald Army Community Hospital.
Am 19. April 2013 wurde sie in den Rang eines Major Generals befördert. Am 11. Dezember 2015 wurde West vom Senat der Vereinigten Staaten als 44. Surgeon General und damit höchster Arzt der US-Armee bestätigt.
Im Juli 2020 stimmten 5 % der Befragten für West in einer Umfrage von The Hill bezüglich der bevorzugten Vizepräsidentschaftskandidatin des Demokraten Joe Biden.
Seit 1. Januar 2021 gehört sie zum Verwaltungsrat von Johnson & Johnson.
West erwarb in Deutschland das Abzeichen für besondere Leistungen im Truppendienst in Gold.
Ihr Ehemann Donald West war Colonel in der United States Army.